# Hindåsgården

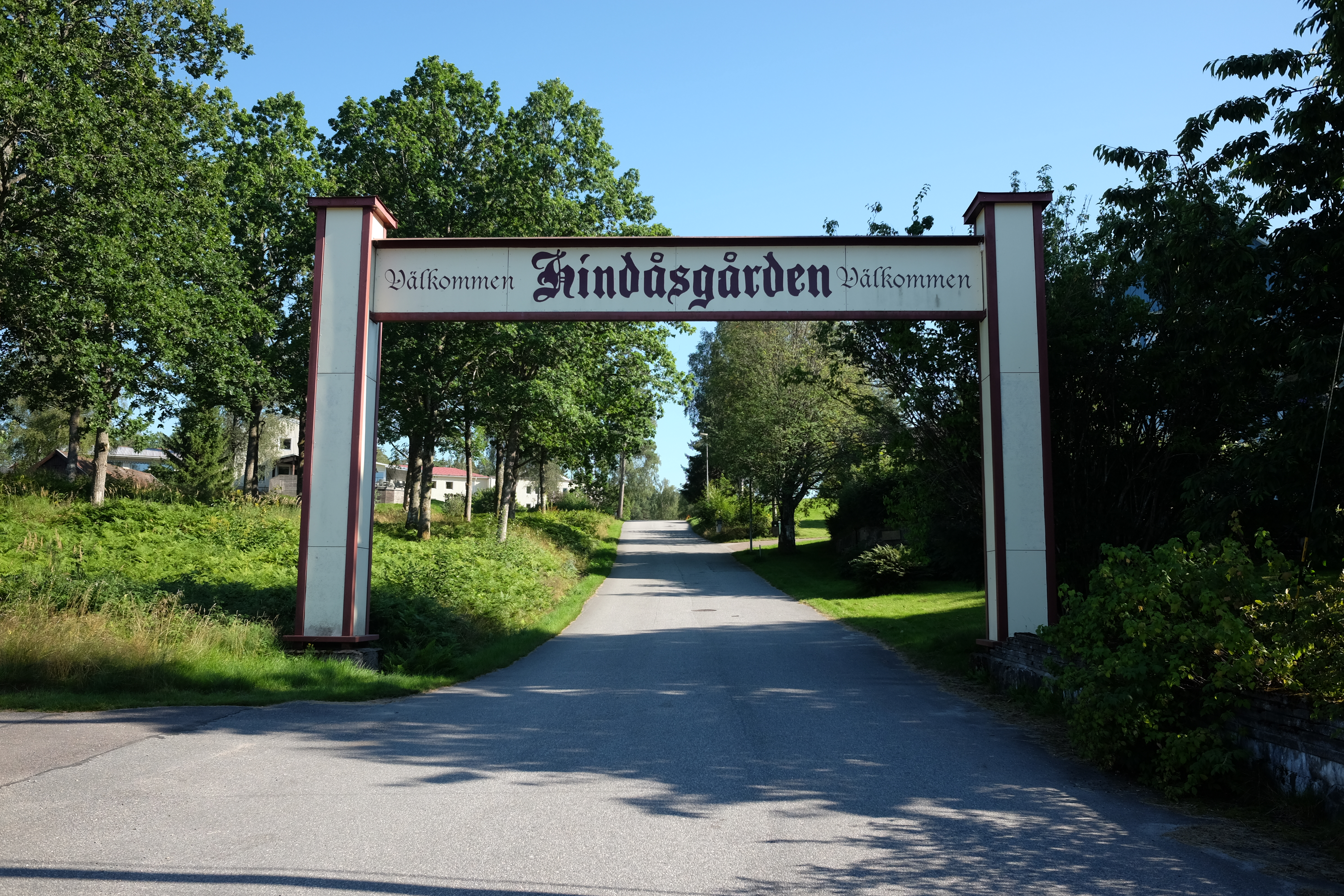
Hindåsgården, ingång.

Hindåsgården är en konferensanläggning i Hindås. Den grundades 1905, då som idrottshotell under namnet Idrottsgården och var en tvåvåningsbyggnad i nordisk stil. Hindås låg bra till snömässigt och blev ett skididrottscentrum för göteborgare när milda vintrar hindrade vinteridrott i Göteborg. Vid gården låg en backe som kom att utnyttjas som hoppbacke och sedan byggdes ut till hoppbacken i Hindås. 1935 brann den ned, men byggdes upp i funkisstil.
Göteborgs Idrottsförbund hade stått bakom idrottsgården. Senare togs den över av Göteborgs stad, men efter att gästerna hade börjat försvinna tog ett par privatpersoner, Britta Sundqvist och Erik Boström, över och byggde upp och renoverade gården till en modern konferensanläggning. År 2007 såldes den till Ann-Kristin Holmgren och Michael Sundquist, som tidigare varit involverade i driften.

## Bilder

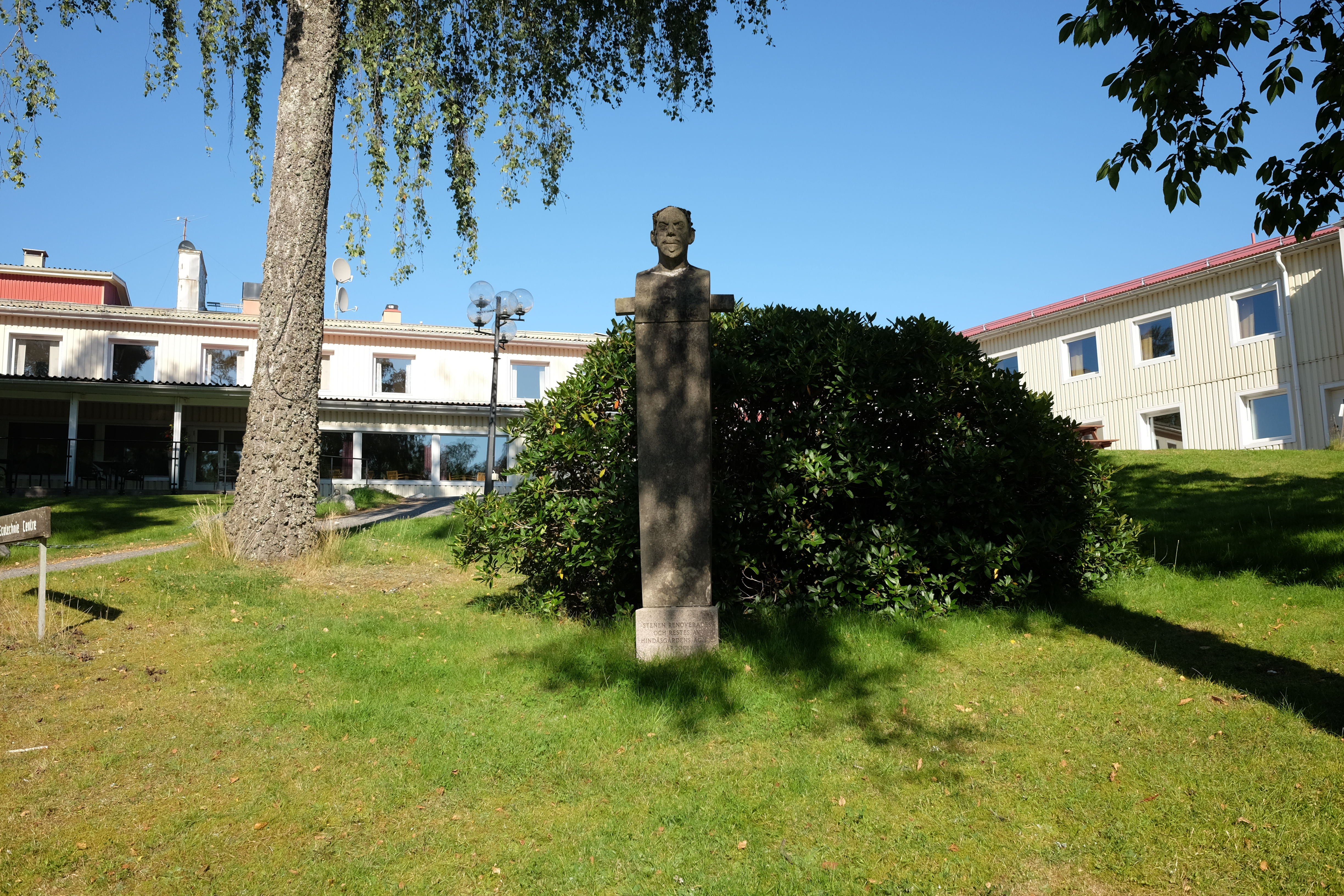
Staty av Ivar Berger vid Hindåsgården.
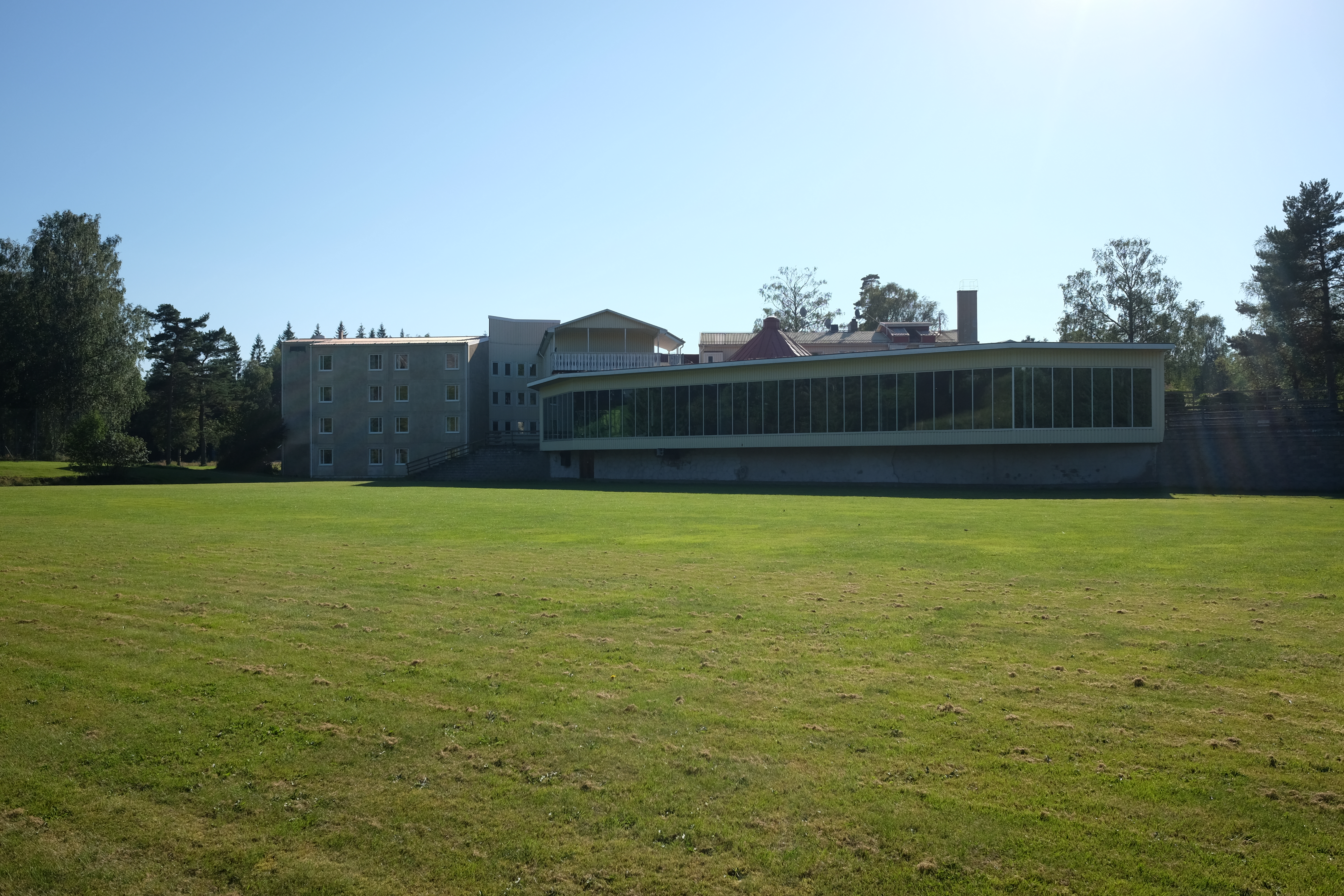
Hindåsgården.